# ابن لبال الشريشي
أبو الحسن علي بن أحمد بن علي القُرشي الأندلسي يعرف عمومًا بـابن لَبّال الشَّريشي (1116 - 2 فبراير 1188) (509 - 3 ذو الحجة 583) عالم مسلم وشاعر عربي أندلسي من أهل القرن الثاني عشر الميلادي/ السادس الهجري. ولد في شَريش شَذونَة بجنوب الأندلس ونشأ ودرس بها وفي إشبيلية على علماء عصره بالدولة الموحدية. اشتغل بالتدريس في مسقط رأسه، وعُيِّن قاضيًا له لمدة. يُنعتُ بـ«القاضي الزاهد». توفي بها. وقد اهتم محمد بن شريفة بسيرته وجمع أشعاره ونشره سنة 1996.

## سيرته
هو أبو الحسن علي بن أحمد بن علي بن لَبّال بن أمية بن إسحاق القُرشي الأُموي الأندلسي، ولَبّال أو لُبّال اسمه فتح. رفع أبن عبد الملك المراكشي نسبهُ إلى عبد مناف، فقال : علي بن أحمد بن علي بن فتح لبّال بن إسحاق بن أمية بن عبد الله بن عبد الرحمن بن معاوية بن هشام بن عبد الملك بن مروان بن الحكم بن أبي العاصي بن أمية بن عبد شمس بن عبد مناف. ولم يشر ابن عبد الملك إلى مصدره في هذه السلسلة من النسب.

ولد في شَريش شَذونَة بجنوب الأندلس سنة 509 هـ/ 1116 م. درس بها وفي إشبيلية، فقد قرأ القرآن بالقراءات السبع وعلم الحديث. روى عن جماعة، منهم ابن العربي وشُريح وأبو بكر ابن طاهر وأبو الحجاج الأُندي وأبو الفضل بن الأعلم وابن فَندله. درس أيضًا النحو واللغة والأدب عليهم. ومن شيوخه أيضًا أبو الطاهر التميمي السرقسطي وأبو الحجاج القضاعي الأندي وأبو مروان ابن مسرة وأبو الحسن خليل بن إسماعيل وأبو العباس بن أبي مراون وغيرهم.
ولما انتهى من التعليم، عاد إلى بلدته شريش واستقر به حوالي 540 هـ/ 1146 م. اشتغل بالتدريس فيها متطوّعًا ومشتغلًا بالتوثيق متعيشًا منه، ومهتمًا بالتدوين والتأليف.

عرف بزهده وكان صالحًا وَرِعًا. وكان له مشاركة واسعة في علوم متنوعة، «وكان معتنيًا بالقراءات مجوّدًا لها، وافر الحظ من الآداب، حافظًا للتاريخ والنسب، متقدمًا في علم العربية، عاقدًا للشروط ضابطًا لها.».

وفي يوم احتاج أهل شريش إلى قاض فأجمعوا على أن يكون قاضيهم ابنُ لبّال فأبى ولكنهم أصرّوا فَوَلي القضاء مُكرها. ثم عُزل عنه. يُنعتُ بـ«القاضي الزاهد». ومن شعره عن قضاءه:
ثم ثال حين عزل عن القضاء:
ولما تخلّى عن القضاء، تفرغ لما كان يؤثره من الإقراء والتدريس، وعاش حياة بسيطة. وتلاميذه معظمهم من أبناء بلده شريش، ومنهم أحمد بن عبد المؤمن القيسي الشريشي. 

توفي ابن لبّال في 3 ذو الحجة 583 هـ/ 2 فبراير 1188 وهو ابن أربع وسبعين سنة، وكان قد تقوّس ظهره. وكان يوم وفاته مشهودًا.

## مهنته
كان مُحدّثًا وفقيهًا وأديبًا شاعرًا وناثرًا. له شعر في مدح النبي محمد، وفي عدد من الأغراض الوجدانية ثم في المدح والرثاء والوصف والألغاز. وصنّف شرحًا لمقامات الحريري.

## شعره
ومن شعره:
ومنه في الشيب:
وقال في الجَمَلين (المِقص):

## وصلات خارجية
- في بوابة الشعراء